# Penn Tarn
Penn Tarn är en sjö i Antarktis. Den ligger i Östantarktis. Nya Zeeland gör anspråk på området. Penn Tarn ligger 468 meter över havet.